# Jezierzowate
Jezierzowate (Najadaceae Juss.) – rodzina roślin z klasy jednoliściennych (Najadaceae Juss.) wyróżniana w niektórych systemach klasyfikacyjnych. W nowszych klasyfikacjach (system APG II z 2003, Angiosperm Phylogeny Website) ta grupa roślin włączana jest do rodziny żabiściekowatych. 

## Systematyka
Pozycja rodzaju w systemie APG II (2003) i APweb (2001...)
Klad okrytonasienne, klad jednoliścienne (monocots), rząd żabieńcowce (Alismatales), rodzina żabiściekowate (Hydrocharitaceae), podrodzina Hydrilloideae.
Pozycja w systemie Reveala (1994-1999)
Gromada okrytonasienne (Magnoliophyta Cronquist), podgromada Magnoliophytina Frohne & U. Jensen ex Reveal, klasa jednoliścienne (Liliopsida Brongn.), podklasa żabieńcowe (Alismatidae Takht.), nadrząd Alismatanae Takht., rząd jezierzowce (Najadales Dumort.), rodzina jezierzowate (Najadaceae Juss.).
Podział według Crescent Bloom
Rodzina jest taksonem monotypowym z jednym rodzajem:
- podrodzina Najadoideae Luerss.
  - plemię Najadeae Dumort.
    - rodzaj jezierza (Najas L.)